# 北美车前
北美车前（学名：Plantago virginica），即毛車前草，为车前科车前属下的一个种。

## 扩展阅读
- 維基物種上的相關：北美车前